# Taiba al-Mawali
Taiba al-Mawali är en omansk politiker.
Hon var Omans första kvinnliga parlamentsledamot 1994–2000.